# Gex
Gex je naselje in občina v jugovzhodni francoski regiji Rona-Alpe, podprefektura departmaja Ain. Leta 1999 je naselje imelo 7.844 prebivalcev, ki govorijo dialekt frankoprovansalščine.

## Geografija
Gex je regionalno središče pokrajine Pays de Gex v bližini meje s Švico, del širšega zaledja Ženeve. Nahaja se v vznožju Švicarske Jure, je izhodišče za regijski park [[Naravni park Haut-Jura|Parc naturel régional du Haut-Jura.

## Administracija
Gex je sedež istoimenskega kantona, v katerega so poleg njegove vključene še občine Cessy, Chevry, Crozet, Divonne-les-Bains, Échenevex, Grilly, Lélex, Mijoux, Segny in Vesancy  z 22.478 prebivalci. 
Kraj je prav tako sedež okrožja, kamor sta vključena še kantona Collonges in Ferney-Voltaire z 59.336 prebivalci.

## Zgodovina
Gex, naseljen že leta 1800 pred našim štetjem, je bil v novejšem času pod različnimi upravami, od Savojskega vojvodstva do Švice in nazadnje Francije.
Z Dunajskim kongresom 1815 je kot nevtralen pripadel švicarski carinski upravi. Resolucije kongresa, nanašajoč se na Pays de Gex, so bile razveljavljene z Versajskim mirom po koncu prve svetovne vojne. Novembra 1923 je Francija premaknila v Gex svojo carinsko upravo, kar je sprožilo spor na Trajnem sodišču za mednarodno pravo, ki je odločilo v korist Švice. Kompromis je bil dosežen leta 1932.